# Terase de viță-de-vie cu complex de pivnițe (Camenca)
Terase de viță-de-vie cu complex de pivnițe este un complex de clădiri amplasat în Camenca, Republica Moldova. Este un monument istoric și arhitectural de importanță națională inclus în Registrul monumentelor Republicii Moldova ocrotite de stat cu nr. 201 (raionul Camenca). Datează din sec. XIX.